# Joseph Schubert
Joseph Schubert (20 de diciembre de 1754–28 de julio de 1837) fue un compositor alemán, violinista y violista.

## Biografía
Nació en Varnsdorf, Bohemia (hoy República Checa) en el seno de una familia musical. Recibió su instrucción musical inicial de su padre, quien era cantor. Continuó su formación musical en Praga. En 1778 se trasladó a Berlín, para estudiar el violín, con Paul Kohn, director de la orquesta real local.
En 1779 obtuvo un puesto de violinista en la corte de Heinrich Friedrich, Margrave (marqués) de Brandeburgo-Schwedt. En 1788 aceptó un puesto como violista en la orquesta de la corte de Dresde, donde permaneció hasta su muerte, ocurrida en 1837.
Joseph Schubert obtuvo reconocimiento como compositor versátil. Se le cita en la edición del lexicón de compositores de 1812 de Ernst Ludwig Gerber. Su obra incluye 15 misas, 4 óperas, 17 sonatas y 49 conciertos para instrumentos solistas. La Sächische Landesbibliothek — Staats- und Universitätsbibliotek Dresden (SLUB) de Dresde aloja los manuscritos de tres conciertos para viola atribuidos a él.

## Obra publicada
- Concerto for Viola and Orchestra in C major [Concierto para viola y orquesta en do mayor] (Schott Music, ed. Karlheinz Schultz-Hauser)